# Guzmania brasiliensis
Guzmania brasiliensis är en gräsväxtart som beskrevs av Ernst Heinrich Georg Ule. Guzmania brasiliensis ingår i släktet Guzmania och familjen Bromeliaceae. Inga underarter finns listade i Catalogue of Life.